# Grande-Bretagne aux Jeux olympiques d'hiver de 1980
Cet article contient des informations sur la participation et les résultats de la Grande-Bretagne aux Jeux olympiques d'hiver de 1980 à Lake Placid aux États-Unis.

## Médaillé
| Médaille      | Nom           | Sport               | Event |
| ------------- | ------------- | ------------------- | ----- |
| Médaille d'or | Robin Cousins | Patinage artistique | Homme |

## Ski alpin
Homme
| Athlète          | Épreuve      | Manche 1      | Manche 1 | Manche 2      | Manche 2 | Total         | Total |
| Athlète          | Épreuve      | Temp          | Rang     | Temp          | Rang     | Temp          | Rang  |
| ---------------- | ------------ | ------------- | -------- | ------------- | -------- | ------------- | ----- |
| Alan Stewart     | Descente     |               |          |               |          | 1 min 53 s 41 | 30    |
| David Cargill    | Descente     |               |          |               |          | 1 min 52 s 02 | 29    |
| Ross Blyth       | Descente     |               |          |               |          | 1 min 51 s 12 | 28    |
| Konrad Bartelski | Descente     |               |          |               |          | 1 min 48 s 53 | 12    |
| Roddy Langmuir   | Slalom géant | DNF           | –        | –             | –        | DNF           | –     |
| Ross Blyth       | Slalom géant | 1 min 29 s 21 | 46       | 1 min 30 s 89 | 43       | 3 min 00 s 10 | 43    |
| Konrad Bartelski | Slalom géant | 1 min 27 s 71 | 43       | 1 min 29 s 99 | 41       | 2 min 57 s 70 | 39    |
| Alan Stewart     | Slalom géant | 1 min 25 s 53 | 38       | 1 min 27 s 42 | 35       | 2 min 52 s 95 | 33    |
| Alan Stewart     | Slalom       | DNF           | –        | –             | –        | DNF           | –     |
| Roddy Langmuir   | Slalom       | DNF           | –        | –             | –        | DNF           | –     |
| Konrad Bartelski | Slalom       | DNF           | –        | –             | –        | DNF           | –     |
| Ross Blyth       | Slalom       | 1 min 04 s 14 | 34       | 59 s 42       | 28       | 2 min 03 s 56 | 28    |

Femme
| Athlète          | Épreuve      | Manche 1      | Manche 1 | Manche 2      | Manche 2 | Total         | Total |
| Athlète          | Épreuve      | Temp          | Rang     | Temp          | Rang     | Temp          | Rang  |
| ---------------- | ------------ | ------------- | -------- | ------------- | -------- | ------------- | ----- |
| Valentina Iliffe | Descente     |               |          |               |          | 1 min 43 s 28 | 25    |
| Moira Cargill    | Descente     |               |          |               |          | 1 min 42 s 82 | 24    |
| Valentina Iliffe | Slalom géant | 1 min 23 s 33 | 34       | 1 min 39 s 43 | 31       | 3 min 02 s 76 | 31    |
| Anne Robb        | Slalom géant | 1 min 20 s 79 | 32       | 1 min 35 s 29 | 27       | 2 min 56 s 08 | 27    |
| Kirstin Cairns   | Slalom       | DNF           | –        | –             | –        | DNF           | –     |
| Anne Robb        | Slalom       | DNF           | –        | –             | –        | DNF           | –     |
| Valentina Iliffe | Slalom       | 48 s 88       | 22       | 49 s 68       | 16       | 1 min 38 s 56 | 16    |

## Biathlon
Homme
| Épreuve      | Athlète      | Fautes 1 | Temp           | Rang |
| ------------ | ------------ | -------- | -------------- | ---- |
| 10 km Sprint | Paul Gibbins | 5        | 38 min 44 s 24 | 42   |
| 10 km Sprint | Jim Wood     | 4        | 38 min 30 s 09 | 40   |
| 10 km Sprint | Keith Oliver | 2        | 35 min 45 s 89 | 20   |

| Épreuve | Athlète         | Temps              | Pénalité | Temps corrigé 2    | Rang |
| ------- | --------------- | ------------------ | -------- | ------------------ | ---- |
| 20 km   | Graeme Ferguson | 1 h 12 min 53 s 98 | 7        | 1 h 19 min 53 s 98 | 33   |
| 20 km   | Jim Wood        | 1 h 12 min 45 s 37 | 3        | 1 h 15 min 45 s 37 | 25   |
| 20 km   | Keith Oliver    | 1 h 12 min 02 s 30 | 2        | 1 h 14 min 02 s 30 | 16   |

Hommes 4 x 7.5 km relais
| Athlètes                                           | Course   | Course             | Course |
| Athlètes                                           | Misses 1 | Temps              | Rang   |
| -------------------------------------------------- | -------- | ------------------ | ------ |
| Graeme Ferguson Keith Oliver Jim Wood Paul Gibbins | 2        | 1 h 42 min 10 s 59 | 12     |

1A penalty loop of 150 metres had to be skied per missed target. 

2One minute added per close miss (a hit in the outer ring), two minutes added per complete miss.

## Bobsleigh
| Équipage | Athlètes                   | Épreuve    | Manche 1      | Manche 1 | Manche 2      | Manche 2 | Manche 3      | Manche 3 | Manche 4      | Manche 4 | Total         | Total |
| Équipage | Athlètes                   | Épreuve    | Temp          | Rang     | Temp          | Rang     | Temp          | Rang     | Temp          | Rang     | Temp          | Rang  |
| -------- | -------------------------- | ---------- | ------------- | -------- | ------------- | -------- | ------------- | -------- | ------------- | -------- | ------------- | ----- |
| GBR-1    | Jonnie Woodall John Howell | Bob à deux | 1 min 04 s 12 | 15       | 1 min 04 s 12 | 10       | 1 min 03 s 65 | 11       | 1 min 04 s 03 | 13       | 4 min 15 s 92 | 10    |
| GBR-2    | Roger Potter Michael Pugh  | Bob à deux | 1 min 04 s 93 | 20       | 1 min 04 s 77 | 17       | 1 min 04 s 40 | 18       | 1 min 04 s 47 | 17       | 4 min 18 s 57 | 17    |

| Équipage | Athlètes                                                      | Épreuve      | Manche 1      | Manche 1 | Manche 2      | Manche 2 | Manche 3      | Manche 3 | Manche 4      | Manche 4 | Total         | Total |
| Équipage | Athlètes                                                      | Épreuve      | Temp          | Rang     | Temp          | Rang     | Temp          | Rang     | Temp          | Rang     | Temp          | Rang  |
| -------- | ------------------------------------------------------------- | ------------ | ------------- | -------- | ------------- | -------- | ------------- | -------- | ------------- | -------- | ------------- | ----- |
| GBR-1    | Jonnie Woodall Tony Wallington Corrie Brown John Howell       | Bob à quatre | 1 min 01 s 44 | 11       | 1 min 01 s 42 | 10       | 1 min 00 s 98 | 11       | 1 min 01 s 08 | 7        | 4 min 04 s 92 | 9     |
| GBR-2    | Jackie Price Gomer Lloyd Andrew Ogilvy-Wedderburn Nick Phipps | Bob à quatre | 1 min 01 s 79 | 16       | 1 min 01 s 90 | 15       | 1 min 02 s 11 | 16       | 1 min 01 s 89 | 15       | 4 min 07 s 69 | 15    |

## Ski de fond
Homme
| Épreuve | Athlète         | Course         | Course |
| Épreuve | Athlète         | Temp           | Rang   |
| ------- | --------------- | -------------- | ------ |
| 15 km   | Philip Jacklin  | 52 min 14 s 17 | 57     |
| 15 km   | Michael Goode   | 49 min 47 s 20 | 52     |
| 15 km   | Charles MacIvor | 48 min 37 s 57 | 49     |

## Patinage artistique
Homme
| Athlète             | CF | SP | FS | Points | Places | Rang          |
| ------------------- | -- | -- | -- | ------ | ------ | ------------- |
| Christopher Howarth | 16 | 15 | 15 | 145.66 | 134    | 15            |
| Robin Cousins       | 4  | 1  | 1  | 189.48 | 13     | Médaille d'or |

Femme
| Athlète           | CF | SP | FS | Points | Places | Rang |
| ----------------- | -- | -- | -- | ------ | ------ | ---- |
| Karena Richardson | 10 | 9  | 4  | 168.94 | 109    | 12   |

Couple
| Athlètes                 | SP | FS | Points | Places | Rang |
| ------------------------ | -- | -- | ------ | ------ | ---- |
| Susan Garland Robert Daw | 11 | 10 | 124.36 | 91     | 10   |

Dance sur glace
| Athlètes                       | CD | FD | Points | Places | Rang |
| ------------------------------ | -- | -- | ------ | ------ | ---- |
| Karen Barber Nicky Slater      | 12 | 12 | 176.92 | 104    | 12   |
| Jayne Torvill Christopher Dean | 5  | 5  | 197.12 | 42     | 5    |

## Luge
Homme
| Athlète                 | Manche 1 | Manche 1 | Manche 2 | Manche 2 | Manche 3 | Manche 3 | Manhce 4 | Manhce 4 | Total          | Total |
| Athlète                 | Temp     | Rang     | Temp     | Rang     | Temp     | Rang     | Temp     | Rang     | Temp           | Rang  |
| ----------------------- | -------- | -------- | -------- | -------- | -------- | -------- | -------- | -------- | -------------- | ----- |
| Neil Townshend          | 46 s 726 | 27       | 45 s 358 | 14       | 45 s 037 | 11       | 45 s 278 | 14       | 3 min 02 s 399 | 16    |
| Derek Prentice          | 45 s 502 | 24       | 45 s 880 | 18       | 46 s 425 | 22       | 46 s 715 | 20       | 3 min 04 s 522 | 22    |
| Jeremy Palmer-Tomkinson | 45 s 191 | 18       | 46 s 947 | 22       | 45 s 060 | 12       | 45 s 066 | 13       | 3 min 02 s 264 | 15    |

(Hommes) Doubles
| Athlètes                           | Manche 1 | Manche 1 | Manche 2 | Manche 2 | Total          | Total |
| Athlètes                           | Temp     | Rang     | Temp     | Rang     | Temp           | Rang  |
| ---------------------------------- | -------- | -------- | -------- | -------- | -------------- | ----- |
| Derek Prentice Christopher Dyason  | 40 s 705 | 14       | 41 s 862 | 15       | 1 min 22 s 567 | 14    |
| Jeremy Palmer-Tomkinson John Denby | 42 s 406 | 18       | 48 s 493 | 19       | 1 min 30 s 899 | 19    |

Femme
| Athlète       | Manche 1 | Manche 1 | Manche 2 | Manche 2 | Manche 3 | Manche 3 | Manche 4 | Manche 4 | Total          | Total |
| Athlète       | Temp     | Rang     | Temp     | Rang     | Temp     | Rang     | Temp     | Rang     | Temp           | Rang  |
| ------------- | -------- | -------- | -------- | -------- | -------- | -------- | -------- | -------- | -------------- | ----- |
| Avril Walker  | 52 s 277 | 26       | 42 s 852 | 25       | DNF      | –        | –        | –        | DNF            | –     |
| Joanna Weaver | 40 s 881 | 22       | 41 s 201 | 23       | 41 s 167 | 20       | 42 s 032 | 23       | 2 min 45 s 281 | 23    |

## Patinage de vitesse
Homme
| Épreuve  | Athlète                    | Course         | Course |
| Épreuve  | Athlète                    | Temp           | Rang   |
| -------- | -------------------------- | -------------- | ------ |
| 500 m    | Archie Marshall            | DSQ            | –      |
| 1000 m   | Archie Marshall            | 2 min 00 s 93  | 40     |
| 1500 m   | Alan Luke                  | 2 min 17 s 79  | 34     |
| 1500 m   | Geoff Sandys               | 2 min 15 s 06  | 33     |
| 5000 m   | Geoff Sandys               | 8 min 01 s 09  | 28     |
| 5000 m   | John French                | 7 min 59 s 62  | 27     |
| 5000 m   | Alan Luke                  | 7 min 52 s 65  | 26     |
| 10,000 m | John French (speed skater) | 16 min 17 s 56 | 24     |

Femme
| Épreuve | Athlète         | Coursse       | Coursse |
| Épreuve | Athlète         | Temp          | Rang    |
| ------- | --------------- | ------------- | ------- |
| 500 m   | Kim Ferran      | 47 s 25       | 30      |
| 1000 m  | Mandy Horsepool | 1 min 36 s 31 | 37      |
| 1000 m  | Kim Ferran      | 1 min 34 s 19 | 35      |
| 1500 m  | Kim Ferran      | DSQ           | –       |
| 1500 m  | Mandy Horsepool | 2 min 23 s 05 | 28      |
| 3000 m  | Mandy Horsepool | 5 min 08 s 78 | 26      |